# Hans-Stephan Stender
Hans-Stephan Stender (* 4. Januar 1920 in Hannover; † 10. Juli 2007 in Isernhagen) war ein deutscher Radiologe.

## Leben
Stender studierte Medizin und wurde 1946 an der Universität Gießen mit einer Arbeit über die klinische Erfahrungen mit Oestra-Diolglucosid zum Dr. med. promoviert. 1957 habilitierte er sich mit der Schrift Die Beeinflussung des Strahleneffektes durch die Änderung biologischer und physikalisch-chemischer Faktoren an der Philipps-Universität Marburg.
Hans-Stephan Stender erhielt einen Ruf auf den Lehrstuhl für Strahlenheilkunde an der Medizinischen Hochschule Hannover und war Direktor des Institutes für klinische Radiologie des Departement Radiologie. In Nachfolge von Fritz Hartmann war er von 1969 bis 1971 Rektor der Medizinischen Hochschule Hannover. 1985 wurde er emeritiert.
Stender war verheiratet. Aus der Ehe gingen vier Kinder hervor.

## Wirken
Stender war der erste in Deutschland, der Radioonkologie und Strahlentherapie als selbstständigen Arbeitsbereich aus der Gesamtradiologie ausgliederte.
Stender war Vorsitzender des Arbeitskreises IV Radiologie des Ausschusses Qualitätssicherung ärztlicher Berufsausübung der Bundesärztekammer. Er war Ehrenmitglied der Deutschen Gesellschaft für Medizinische Physik (DGMP).
Von 1972 bis 1973 war er Vorsitzender der Röntgengesellschaft von Niedersachsen, Bremen und Sachsen-Anhalt e.V. und später deren Ehrenmitglied. 1985 wurde er von der Deutschen Röntgengesellschaft mit der Hermann-Rieder-Medaille und 1990 mit der Röntgen-Plakette ausgezeichnet. 1993 erhielt Stender die Hanns-Langendorff-Medaille. 1996 wurde er Ehrenmitglied der Deutschen Röntgengesellschaft. 1996 wurde er mit der Paracelsus-Medaille, der höchsten Auszeichnung der deutschen Ärzteschaft geehrt.